# Beech Grove
Beech Grove és una població dels Estats Units a l'estat d'Indiana. Segons el cens del 2000 tenia 14.880 habitants.

## Demografia
Segons el cens del 2000, Beech Grove tenia 14.880 habitants, 6.085 habitatges, i 3.839 famílies. La densitat de població era de 1.336,1 habitants per km².
Dels 6.085 habitatges en un 30,8% hi vivien nens de menys de 18 anys, en un 45,1% hi vivien parelles casades, en un 13,2% dones solteres, i en un 36,9% no eren unitats familiars. En el 31,5% dels habitatges hi vivien persones soles el 12,9% de les quals corresponia a persones de 65 anys o més que vivien soles. El nombre mitjà de persones vivint en cada habitatge era de 2,38 i el nombre mitjà de persones que vivien en cada família era de 2,99.
Per edats la població es repartia de la següent manera: un 25,2% tenia menys de 18 anys, un 8,9% entre 18 i 24, un 30,8% entre 25 i 44, un 19,3% de 45 a 60 i un 15,8% 65 anys o més.
L'edat mediana era de 36 anys. Per cada 100 dones de 18 o més anys hi havia 83,4 homes.
La renda mediana per habitatge era de 41.548 $ i la renda mediana per família de 46.944 $. Els homes tenien una renda mediana de 37.500 $ mentre que les dones 26.135 $. La renda per capita de la població era de 19.647 $. Entorn del 4,4% de les famílies i el 6,1% de la població estaven per davall del llindar de pobresa.

## Poblacions més properes
El següent diagrama mostra les poblacions més properes.